# Rough Auditing Tool for Security
Rough Auditing Tool for Security (kurz: RATS) ist ein automatisches Codereview-Programm von Secure Software. Es durchsucht C-, C++-, Perl-, PHP- und Python-Programmcode und kennzeichnet mögliche sicherheitsrelevante Programmierfehler wie zum Beispiel Pufferüberläufe oder Wettlaufsituationen. Das Werkzeug führt nur eine erste, grobe Analyse als Grundlage für einen manuellen Codereview durch.
RATS ist Free/Libre Open Source Software unter der GNU General Public License und ist für Linux und Windows verfügbar.